# Казе Алфонзи (Л'Аквила)
Казе Алфонзи (итал. Case Alfonsi) је насеље у Италији у округу Л'Аквила, региону Абруцо.
Према процени из 2011. у насељу је живело 59 становника. Насеље се налази на надморској висини од 514 м.